# Dolní Kounice
Dolní Kounice är en stad i Tjeckien.   Den ligger i regionen Södra Mähren, i den sydöstra delen av landet, 190 km sydost om huvudstaden Prag. Dolní Kounice ligger 199 meter över havet och antalet invånare är 2 403.
Terrängen runt Dolní Kounice är platt åt sydost, men åt nordväst är den kuperad. Dolní Kounice ligger nere i en dal.Runt Dolní Kounice är det ganska tätbefolkat, med 120 invånare per kvadratkilometer. Närmaste större samhälle är Brno, 17,4 km nordost om Dolní Kounice. Trakten runt Dolní Kounice består till största delen av jordbruksmark.